# Zebrias scalaris
 Zebrias scalaris és un peix teleosti de la família dels soleids i de l'ordre dels pleuronectiformes que es troba a les costes d'Austràlia.